# Panzeria flavicornis
Panzeria flavicornis är en tvåvingeart som beskrevs av Brauer 1898. Panzeria flavicornis ingår i släktet Panzeria och familjen parasitflugor. Inga underarter finns listade i Catalogue of Life.